# Filtrierbarkeitsgrenze
Der Begriff Filtrierbarkeitsgrenze beziehungsweise Cold Filter Plugging Point (CFPP; offiziell laut DIN: Temperaturgrenzwert der Filtrierbarkeit) bezeichnet eine Kälteeigenschaft von Dieselkraftstoffen und Heizöl EL (Extra Leicht). Es ist die Temperatur in Grad Celsius, bei der ein Prüffilter unter definierten Bedingungen durch ausgefallene (n-)Paraffine verstopft. Bei dieser Methode wird die Probe mit einer konstanten Rate abgekühlt und dabei in definierten Abständen durch einen Prüffilter befördert. Vor Erreichen der Filtrierbarkeitsgrenze bilden sich beim sogenannten Cloud Point (CP) bereits Kristalle, die jedoch noch durch den Filter passen. Nur wenn die Kristalle zu groß werden, verstopft der Filter. Die Filtrierbarkeitsgrenze unadditivierter Ware (siehe unten) liegt im Allgemeinen dicht unter dem Cloud Point. Wenn die Spreizung zwischen Cloud Point und Filtrierbarkeitsgrenze erhöht werden soll (beispielsweise bei Winterdiesel grob 13 K), müssen Additive verwendet werden.

## Dieselkraftstoff

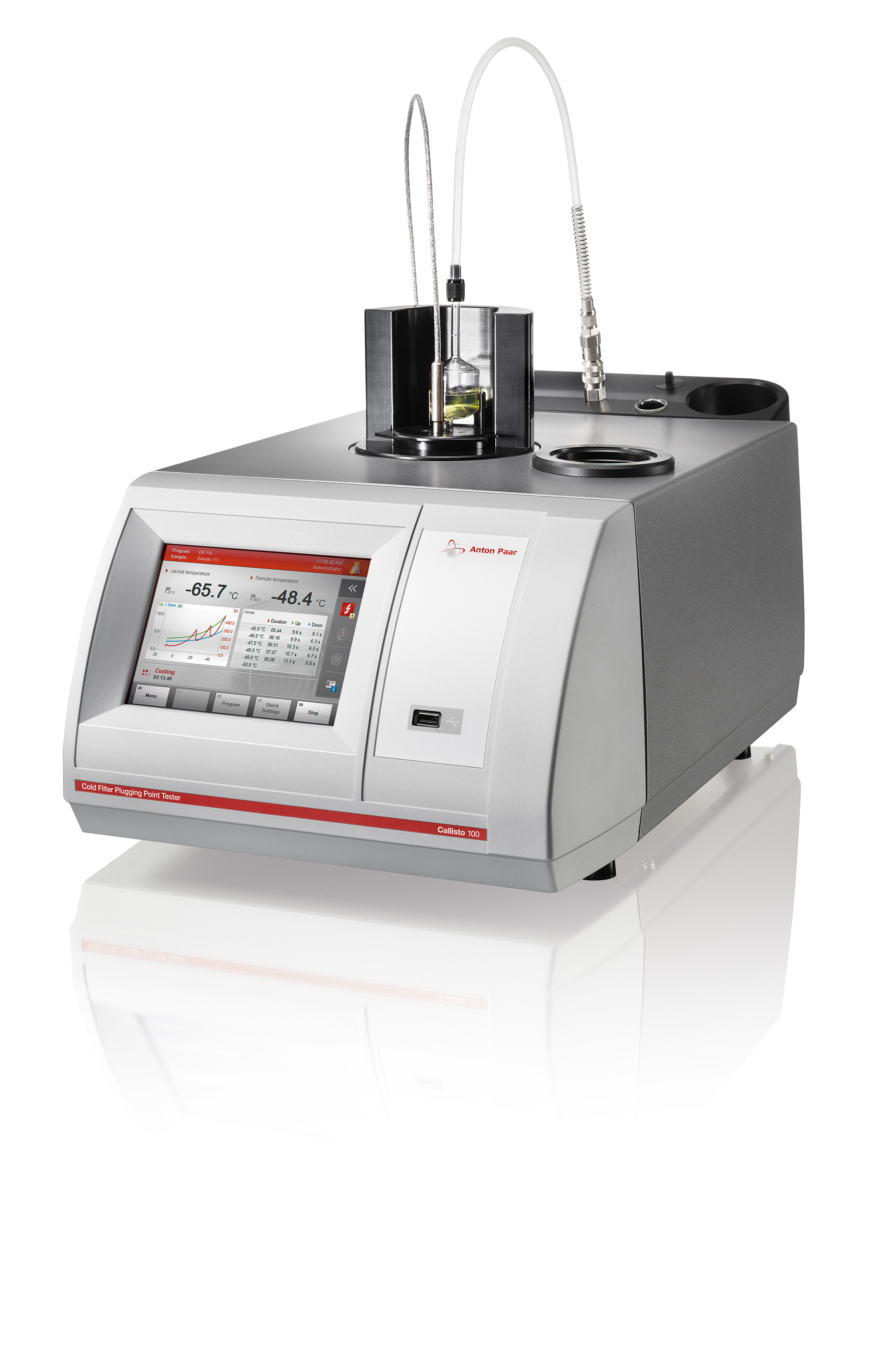
Beispiel eines Messgerätes zur Bestimmung der Tieftemperatur-Betriebsfähigkeit gemäß DIN EN 590 von Dieselkraftstoff, Biodiesel, Dieselgemisch und Gasölen.

Die Filtrierbarkeitsgrenze ist wichtig für die Betriebssicherheit von Dieselfahrzeugen im Winter. Bei tiefen Temperaturen fallen im Kraftstoff enthaltene (n-)Paraffine aus und bilden Wachskristalle, die den Kraftstofffilter des Fahrzeugs verstopfen. Man kann die Filtrierbarkeitsgrenze durch vier Verfahren beeinflussen: durch Reduzierung des Cloud Points / der Filtrierbarkeitsgrenze in der Grundware (das Siedeende der schwersten Komponente, dem Schwergasöl, wird reduziert; die Paraffine verbleiben dann im atmosphärischen Rückstand), durch erhöhte Kerosinbeimischung und durch Additive. Weiterhin kann die Filtrierbarkeitsgrenze durch Entfernung der n-Alkane aus dem Gemisch reduziert werden. Dies kann durch Molekularsiebe erreicht werden, alternativ können die n-Alkane durch ein sogenanntes Dewaxing zu iso-Alkanen isomerisiert werden.
Die Absenkung des Siedeendes (SE) reduziert Cloud Point und Filtrierbarkeitsgrenze gleichermaßen. Die erwünschte Filtrierbarkeitsgrenze von etwa −12 °C bis −20 °C kann durch alleinige Reduktion des Siedeendes nicht erreicht werden, da die nachfolgende Hochvakuumanlage, die den atmosphärischen Rückstand in seine Bestandteile zerlegt, das Vakuum nicht halten könnte.
Die erhöhte Kerosinbeimischung reduziert Cloud Point und Filtrierbarkeitsgrenze ebenfalls gleichermaßen. Auch hier kann die erwünschte Filtrierbarkeitsgrenze durch alleiniges Zumischen von Kerosin nicht erreicht werden, da mehr Kerosin beigemischt werden müsste, als ursprünglich Diesel vorhanden war, was andere Spezifikationen verletzen würde. Weiterhin ist die Verwendung von Kerosin (als Grundware zur Luftfahrtkraftstoffherstellung) unter normalen Preisbedingungen zu teuer. Die Verwendung von Additiven hat also auch einen ökonomischen Aspekt.
Durch Additive kann das Kristallwachstum so modifiziert werden (viele kleine Kristalle, statt wenige große), dass die Kristalle den Kraftstofffilter weiterhin passieren können und sich die Filtrierbarkeitsgrenze in den kälteren Bereich verschiebt. Weitere Zusätze sorgen dafür, dass sich die Kristalle nicht am Boden absetzen, sondern gleichmäßig in der Schwebe bleiben (Wax Antisettling Additive; WASA). Ein Dieselkraftstoff, der eine Filtrierbarkeitsgrenze unter −20 °C aufweist, wird als Winterdiesel bezeichnet. Es kann jedoch vorkommen, dass auch Sommerdiesel oder Übergangsware Additive enthält. Das Kriterium „Additivierung“ kann deshalb nicht zur Definition des Winterdiesels herangezogen werden.
Da sich durch Additivierung die Filtrierbarkeitsgrenze nur in begrenztem Maße herabsetzen lässt, wird für Winterdiesel der Cloud Point auf etwa −7 °C abgesenkt (Reduzierung des Siedeendes und/oder mit Kerosin), und durch Additivierung wird die Filtrierbarkeitsgrenze dann auf −20 °C reduziert. Markenhersteller spezifizieren deshalb auch den Cloud Point für ihren Kraftstoff.
Für Dieselkraftstoff ist die Filtrierbarkeitsgrenze in der DIN EN 590 jahreszeitabhängig festgelegt (Sommer-, Winter- und Übergangsware).
Die Zuverlässigkeit der CFPP wird als schwach kritisiert – der ADAC hatte handelsüblichen Winterdiesel einem Kältetest unterzogen. Obwohl alle Dieselsorten den Labortest nach DIN weiter übertrafen, versagten reale Dieselmotoren schon oberhalb der DIN-Angabe in der Kältekammer. Insbesondere standen die CFPP-Wert der verschiedenen Mineralölsorten in keiner direkten Korrelation zur tatsächlich beobachteten Kaltstartfähigkeit der Dieselmotoren – daher wird vorgeschlagen, eine neue Testnorm zu errichten.

## Heizöl Extra Leicht
Die DIN 51603 Teil 1 regelt für Heizöl Extra Leicht die Filtrierbarkeitsgrenze in Abhängigkeit vom Cloud Point:
- maximal −12 °C bei einem CP von +3 °C
- maximal −11 °C bei einem CP von +2 °C
- maximal −10 °C bei einem CP < +1 °C

Für Heizöl Extra Leicht spielen die Kälteeigenschaften bei der Tanklagerung in der Raffinerie, beim Transport per Tankwagen sowie bei der Außenlagerung beim Kunden eine wichtige Rolle. Ohne die Einhaltung der Filtrierbarkeitsgrenze kann es bei Außenlagerung zum Ausfall der Brenneranlage kommen oder mit dem Tankwagen werden schon auskristallisierte Paraffine geliefert, die Störungen verursachen.